# Тетрателлурид трисамария
Тетрателлурид трисамария — бинарное неорганическое соединение
самария и теллура
с формулой Sm3Te4,
кристаллы.

## Получение
- Сплавление стехиометрических количеств чистых веществ:

{\displaystyle {\mathsf {3Sm+4Te\ {\xrightarrow {1690^{o}C}}\ Sm_{3}Te_{4}}}}

## Физические свойства
Тетрателлурид трисамария образует кристаллы
кубической сингонии, пространственная группа I 43d, параметры ячейки a = 0,9511 нм, Z = 4,
структура типа тетрафосфида тритория Th3P4
.
Соединение образуется по перитектической реакции при температуре 1690 °C .